# Quête du Jésus historique

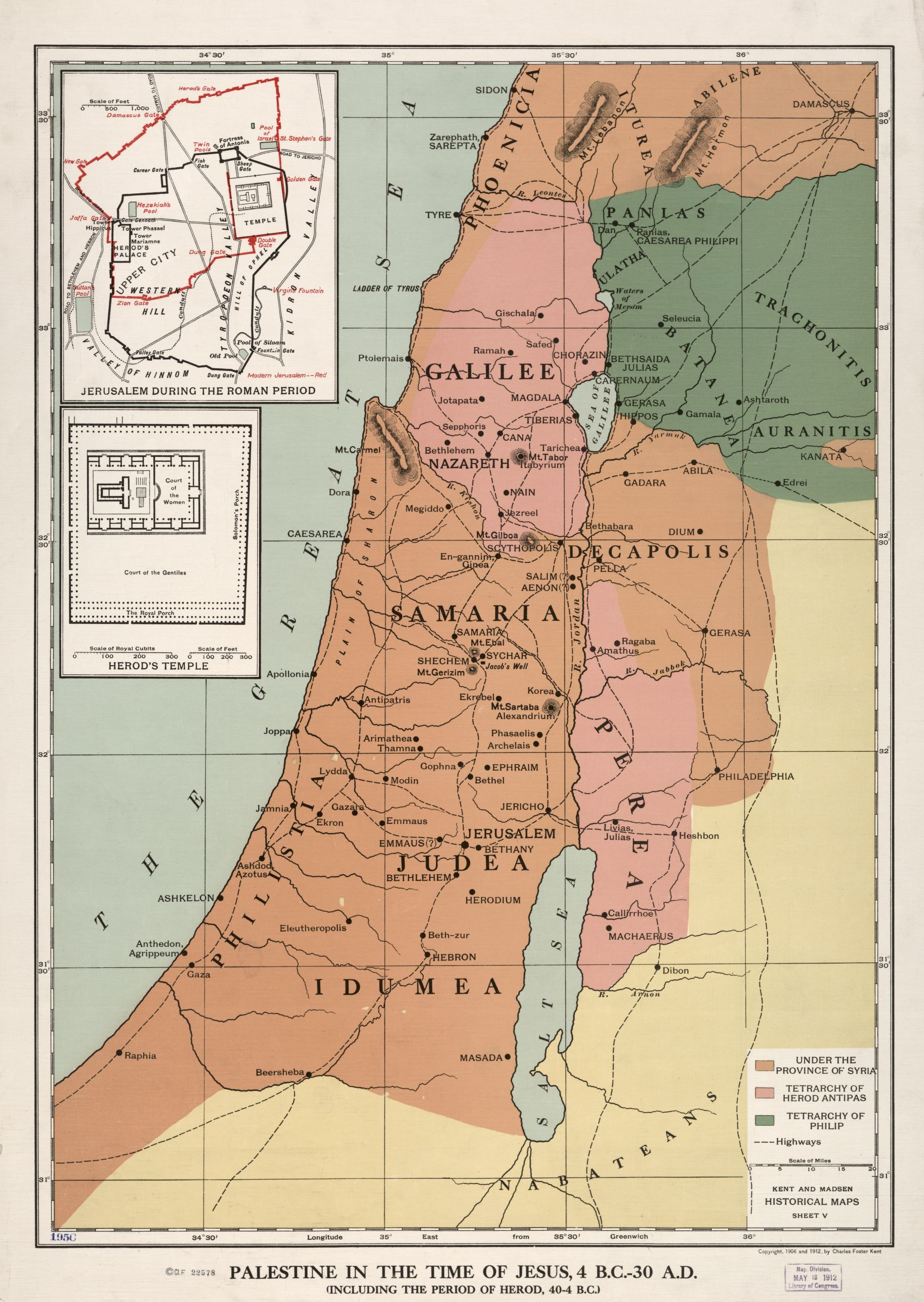
La Palestine au temps de Jésus de Nazareth.

La quête du Jésus historique est une branche de la recherche historiographique sur Jésus de Nazareth. Elle s'étend du XVIIIe siècle à nos jours et s'appuie sur l'exégèse historico-critique de la Bible.
On distingue en général trois périodes, ou « quêtes ».
La première, commencée au milieu du XVIIIe siècle, a tenté de reconstituer une « vie de Jésus » en tant que figure importante de la spiritualité humaine, en la débarrassant des dogmes chrétiens. Elle s'est heurtée au fait que les sources quasi exclusives sur Jésus, les évangiles canoniques, sont des écrits théologiques visant plus à témoigner de la foi des premières communautés chrétiennes qu'à rapporter sa biographie.
Une deuxième quête, dans le cadre de l'école allemande, s'est engagée dans les années 1950, distinguant le « Jésus historique » (ce qu'on peut dire de Jésus sur la base des sources disponibles) et le « Jésus réel ». Elle s'est attachée à définir des outils de critique littéraire pour distinguer ce qui, dans les sources, relève d'élaborations ultérieures, et ce qui peut être attribué à Jésus et aurait fait sa singularité au sein du judaïsme.
Enfin, une troisième quête, menée depuis le milieu des années 1980 essentiellement par des chercheurs américains et allemands, vise à replacer Jésus dans le contexte du judaïsme du Ier siècle, bien plus diversifié que ce qu'il est devenu par la suite. Le débat porte alors sur les éléments de continuité et de rupture de Jésus par rapport à son milieu religieux, social et politique.

## Des harmonies à l'analyse

### Les harmonies des Évangiles
Les principales sources sur la vie de Jésus de Nazareth sont les quatre évangiles canoniques. Trois de ces évangiles (Matthieu, Marc et Luc), dits « synoptiques », sont proches alors que celui de Jean est radicalement différent. La tradition chrétienne et l'ordre du Nouveau Testament suivent l'explication d'Augustin d'Hippone selon laquelle Matthieu aurait inspiré Marc qui aurait inspiré Luc. Mais dans la reconstitution d'une vie de Jésus, la comparaison de ces quatre textes fait apparaître de nombreuses différences et des contradictions chronologiques.
La première tentative pour établir une « harmonie des Évangiles », c'est-à-dire pour fondre les quatre évangiles en un seul texte, est celle du Diatessaron de Tatien, dans la deuxième moitié du IIe siècle.
La canonisation des quatre évangiles impose l'idée de l'inspiration divine des textes, qui deviennent sacrés. Il y aura cependant toujours un débat parmi les théologiens chrétiens entre une interprétation littérale et une lecture plus souple, la validité de l'interprétation relevant toujours de la tradition et du magistère de l'Église. La fiabilité même des textes ne sera pas contestée jusqu'au XVIIIe siècle.
Avec la Réforme, la « libre interprétation des Écritures » amène les théologiens luthériens à revenir directement aux textes. Luther ne voit pas d'intérêt à établir un ordre des événements rapportés dans les évangiles : à propos de l'expulsion des marchands du Temple, qui, chez Jean se situe au début de la vie publique de Jésus, et dans les synoptiques à la fin, il conclut : « Les Évangiles ne suivent aucun ordre en rapportant les actes et les miracles de Jésus, et, après tout, la matière n'est pas de grande importance. Si une difficulté surgit concernant l'Écriture sainte que nous ne pouvons résoudre, il suffit de laisser tomber. » Du XVIe siècle au XVIIIe siècle, on dépensera néanmoins des trésors d'habileté pour compiler l'ensemble des événements rapportés et les organiser de façon chronologique. Ainsi, Andreas Osiander (1498-1552), dans son Harmonie des évangiles (1537), soutient que « aucun mot des évangiles ne doit être omis, rien d'étranger ne doit être ajouté, et l'ordre d'aucun évangile ne doit être modifié ». Cela conduit au principe qu'un événement rapporté dans différents contextes par les évangiles s'est produit plusieurs fois : on a ainsi deux expulsions des marchands du Temple, plusieurs résurrections de la fille de Jaïre, etc..

### Origines de l'analyse critique

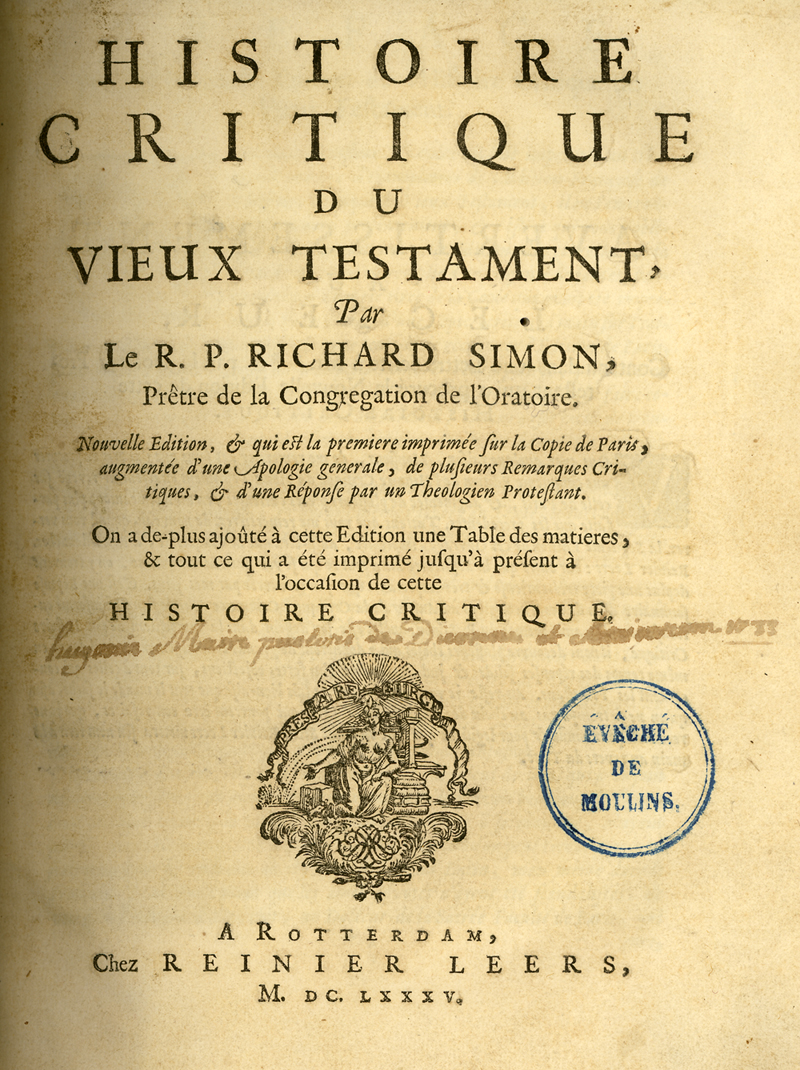
Histoire critique du Vieux Testament de Richard Simon, 1685, chez Reinier Leers

Une étape importante de l'analyse critique des textes de la Bible est marquée par l'oratorien Richard Simon avec son Histoire critique du Vieux Testament (1680), dont la première édition sera brûlée sous l'influence de Bossuet et devra être publiée par la suite en Hollande. Il y publiera en 1689 l'Histoire critique du texte du Nouveau Testament). Un de ses continuateurs sera Jean Astruc, avec ses Conjectures sur les mémoires originaux dont il paroit que Moyse s'est servi pour composer le livre de la Genèse (1753).
Au cours du XVIIIe siècle, avec la philosophie des Lumières en France, en Allemagne et en Angleterre, l'analyse critique des textes sera une arme du rationalisme contre le dogmatisme religieux. Elle pointe d'une part les contradictions et les invraisemblances, rejetant la vérité éternelle des évangiles, et d'autre part les écarts entre le Jésus des évangiles et le Christ des dogmes. Ces dogmes sont combattus par les athées, et par les déistes qui voient en eux des obstacles à la religion naturelle.

### Les enjeux
Le Jésus historique est une reconstruction fragmentaire et hypothétique obtenue par des moyens modernes purement scientifiques, à partir de données empiriques provenant de documents anciens, passées toutes au crible rationnel, dans laquelle ceux qui pourraient avoir la foi chrétienne ont mis entre parenthèses, comme dans toute approche scientifique, leurs convictions religieuses. Il faut avoir à l'esprit que le Jésus réel n'est pas nécessairement le Jésus historique.
Cette quête historique ne doit pas masquer, selon Daniel Marguerat, que « toutes reconstructions du Jésus de l’histoire sont imprégnées de l’idéologie du chercheur. Toutes correspondent à la vision que l’historien a de la société. Et toutes se basent sur des éléments historiques qui ne sont pas des faits nus, mais des témoignages, des faits déjà interprétés ».

## La première quête du Jésus historique

### De Reimarus à l'école rationaliste

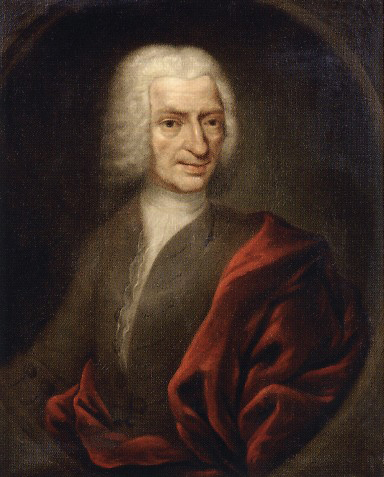
Hermann Samuel Reimarus.

La première quête tente une reconstitution historique de la vie de Jésus. Elle commence en 1774-1778 avec la publication par Lessing des travaux de Reimarus et s'achève avec l'ouvrage de Wilhem Wrede. Elle a été relatée par Albert Schweitzer dans son ouvrage Geschichte der Leben-Jesu-Forschung paru en 1906 à Tübingen. Cette quête est intimement liée aux premières formulations du problème synoptique, et est amorcée principalement par les protestants libéraux allemands.
Elle est notamment marquée par le retentissement en Allemagne de l'ouvrage de David Strauss : La Vie de Jésus ou Examen critique de son histoire (1835) et par l'influence en France de la Vie de Jésus de Renan (1863).
Elle s'organise en diverses écoles et aboutit à des représentations disparates de Jésus, en fonction des « a priori philosophiques implicites ou non des auteurs et des générations ».
Hermann Samuel Reimarus (1694-1768), professeur de langues orientales, déiste, amorce la première quête. Avant lui, personne n'a essayé de concevoir une histoire de la vie de Jésus. Son ouvrage de 4000 pages Les Objectifs de Jésus et de ses disciples n'est publié qu'après sa mort, de 1774 à 1778, par le philosophe Lessing.
Pour Reimarus, Jésus est né et mort juif, et n'a jamais voulu fonder de nouvelle religion ou d'Église. Il prêchait l'arrivée prochaine du royaume de Dieu, c'est-à-dire la restauration du royaume d'Israël, alors occupé depuis des siècles. C'est dans ce sens qu'il était considéré comme le messie par ses disciples. Ceux-ci, après sa crucifixion et l'échec apparent de ses prophéties, transférèrent leurs espérances dans celle de son retour. Cette thèse, qui réintègre Jésus dans le judaïsme de son temps et sape les fondements de la foi chrétienne, fit scandale,. Reimarus est le premier à avoir souligné l'importance de l'eschatologie dans le message de Jésus, et à avoir recherché des relations de cause à effet dans l'histoire de Jésus et des débuts du christianisme.
Dans la lignée du rationalisme, de Reimarus à Paulus, on trouve Johann Jakob Hess (1741-1828), Franz Volkmar Reinhard (1753-1812), Karl Bahrdt (1741-1792), rendu célèbre avec son explication de la multiplication des pains selon laquelle Jésus inaugure le partage des provisions tandis que les autres le suivent et partagent des repas tirés des sacs de ceux qui avaient des provisions, Johann Gottfried von Herder (1744-1803) et Karl Heinrich Georg Venturini (1806), qui présente Jésus comme un agent de la secte des Esséniens.

### École rationaliste

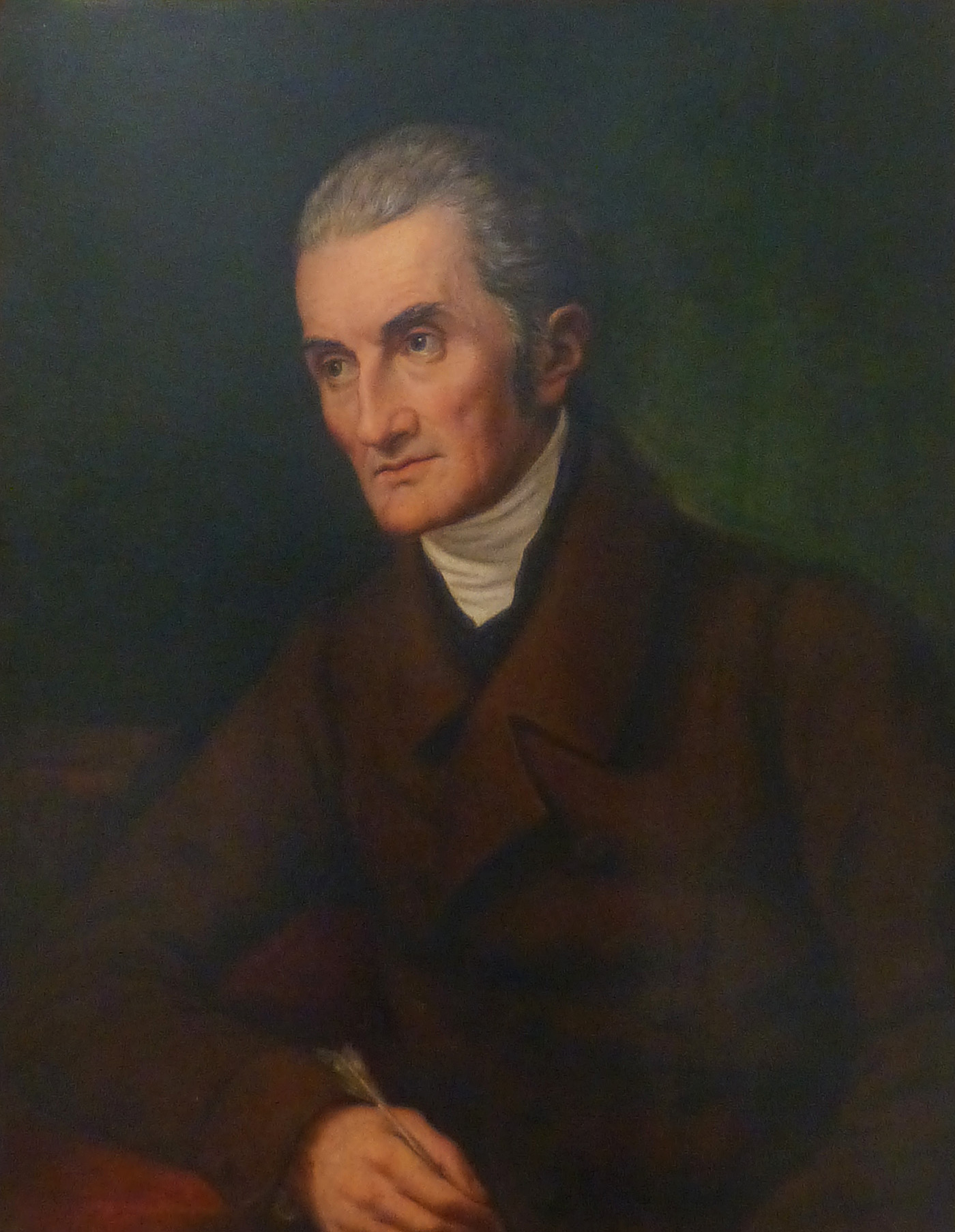
Heinrich Paulus

L'école rationaliste s'enracine dans les travaux des penseurs des Lumières du XVIIIe siècle, à l'exception de Rousseau et de Kant.
Représentée par Heinrich Paulus (1761-1851) dans Das Leben Jesu als Grundlage einer reinen Geschichte des Urchristentums (1828) et Friedrich Schleiermacher (1768-1834), l'école rationaliste nie ou rejette l'explication surnaturelle des miracles et de la résurrection de Jésus : elle cherche à les expliquer comme des événements naturels que les contemporains de Jésus n'auraient pas compris.
Paulus construit une figure de Jésus guérisseur populaire qui trouvera une certaine pérennité[réf. souhaitée].
Ces travaux ne reposent pas à proprement parler sur l'analyse critique des textes. Comme l'interprétation chrétienne traditionnelle, le portrait que dressent ces auteurs de Jésus compile plus ou moins adroitement les informations tirées des synoptiques et du corpus johannique[réf. souhaitée].

### École mythologique

#### David Strauss
David Strauss (1808-1874) est d'abord influencé par Frederik Daniel Schleiermacher (1768-1834) En 1835 il publie La Vie de Jésus examinée d'un point de vue critique. Cette publication a un retentissement considérable et marque une date importante de l'histoire de la critique évangélique. S'inspirant de la philosophie de Hegel, il s'écarte radicalement du dogme. Il distingue Jésus, réduit à de maigres contours d'une histoire personnelle et le Christ des évangiles. Pour lui l'idée fondamentale de la religion chrétienne est l'incarnation divine, et les premiers évangiles n'ont pas été écrits dans un but historique mais pour exprimer cette idée au moyen de mythes. Le mythe n'est pas simplement une fiction, mais l'expression symbolique d'une croyance. Rejetant tant l'explication surnaturelle des miracles, que les explications des rationalistes, il en fait le résultat de l'usage par les premiers chrétiens des idées messianiques juives, pour exprimer la conviction que Jésus est bien le messie.
La Vie de Jésus de Strauss introduit aussi pour la première fois le problème de la relation entre les synoptiques et l'évangile de Jean. Pour Strauss ces deux traditions sont irréconciliables, et il conclut en défaveur de l'historicité de l'évangile de Jean.
Strauss influencera profondément certains courants exégétiques françaises, car à la traduction de ses écrits par Emile Littré. En 1846 l'ouvrage sera traduit en anglais par Mary Ann Evans George Eliot (1819-1880 La distinction que fera Strauss en 1865 dans son ouvrage Christus des Glaubens und der Jesus der Geschichte (Le Christ de la foi et le Jésus de l'histoire) demeure d'usage courant.

#### Ferdinand Christian Baur et l'École de Tübingen
La thèse de Strauss sera critiquée par Ferdinand Christian Baur (1792-1860) parce qu'elle ne se fonde pas sur une critique textuelle suffisamment précise. Pour Baur les évangiles sont le reflet des conflits théologiques entre les premiers chrétiens, et permettent de remonter à l'histoire de ces controverses. Ce travail sera fait par Baur et ses disciples de la Jeune école de Tübingen, qui s'inspirant de la philosophie hégélienne de l'histoire rejette à la fois le dogme de la vérité historique des évangiles, et leur interprétation rationnelle qui les prive de leur sens mythique. Le travail d'analyse des textes sera aussi continué par des opposants aux thèses de la Jeune école de Tübingen, comme Christian Hermann Weisse, (1801-1866), Édouard Guillaume Eugène Reuss (1804-1891), Christian Wilke, Albert Réville, (1826-1906) Heinrich Julius Holtzmann, (1832-1910) Bernhard Weiss (1827-1918).
Le résultat de ces discussions fut un consensus en faveur de l'hypothèse des deux sources : les sources de la littérature évangélique sont l'évangile de Marc, dans sa forme actuelle ou sous une forme primitive appelée proto-Marc, et un recueil de paroles (logia). L'évangile de Jean est généralement considéré comme issu d'une tradition postérieure, et dominé par des idées allégoriques et dogmatiques.

#### Le problème synoptique et la théorie des deux sources

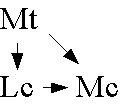
Hypothèse de Griesbach

En 1774-1775, Johann Jakob Griesbach (1745-1812) publie la première synopse, édition en colonnes parallèles, permettant la lecture d'un seul regard des trois premiers évangiles. Il propose aussi la première formulation critique du problème synoptique, en se démarquant de l'hypothèse augustinienne. Matthieu serait le premier évangile dont Luc se serait inspiré, puis Marc aurait utilisé les deux autres.

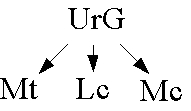
Hypothèse de l'évangile primitif (UrG)

Vers 1780, G. E. Lessing, qui a publié les travaux de Reimarus, suggère que les trois synoptiques ont été écrits par abréviation d'une traduction grecque d'un évangile primitif.

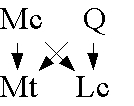
Hypothèse des deux sources

C'est en 1838 que Christian Hermann Weisse (1801-1866) introduit la théorie des deux sources, selon laquelle Matthieu et Luc s'inspirent à la fois de Marc et d'un recueil aujourd'hui perdu de paroles (logia) de Jésus. Cette hypothèse sera développée en 1863 par Heinrich Julius Holtzmann (1832-1910), et la deuxième source sera appelée « source Q » (abréviation de l'allemand Quelle : « source ») par Johannes Weiss (1863-1914) en 1890. De nombreuses autres hypothèses ont été avancées par la suite, mais c'est celle-ci qui a aujourd'hui la faveur de la plupart des spécialistes.
Ces théories placent les évangélistes dans une deuxième ou troisième génération de disciples ayant repris des traditions antérieures, et non comme des témoins proches ou même directs de la vie de Jésus, comme la tradition chrétienne le voulait, notamment pour les apôtres Matthieu et Jean.
De nombreux travaux de critique textuelle ont été faits pour reconstituer cette hypothétique source Q, c'est-à-dire la deuxième source, qui avec l'évangile selon Marc semble avoir été utilisée par ceux de Matthieu et de Luc. L'hypothèse de la source Q, largement retenue au sein de la recherche contemporaine au début du XXIe siècle, du moins comme « la moins mauvaise possible », semble avoir été renforcée par la découverte en 1945 de l'évangile selon Thomas qui appartient au même genre littéraire des logia mais ne reste pas sans poser de problèmes.

#### Bruno Bauer
Dans la lignée de Baur, Bruno Bauer (1809-1882) soutient en 1841 la thèse de la priorité de l'évangile de Marc, les différences des autres textes étant le fait de l'« invention créative des évangélistes », dans laquelle il montre la part jouée par des notions théologiques et dogmatiques.
Mais il va plus loin en affirmant que ces notions qui ont fait évoluer la tradition évangélique sont aussi à l'origine de l'évangile selon Marc. Selon lui, le christianisme primitif n'apparaît qu'au début du IIe siècle, né d'un syncrétisme de courants de pensée juifs, grecs et romains, et Jésus est une fiction littéraire, un produit du christianisme et non pas son origine. Bien plus Bauer va jusqu'à nier que Jésus et Paul de Tarse aient existé. Ces idées ont peu d'influence à l'époque. Elles trouveront un écho dans les travaux de l'école hollandaise de critique radicale et des mythistes modernes.

#### La thèse mythiste
Dans la première moitié du XXe siècle, se développèrent les thèses mythistes, qui nient l'existence historique de Jésus. Leurs principaux partisans furent le philosophe allemand Arthur Drews (1865-1935), le journaliste rationaliste autodidacte britannique John M. Robertson(1856-1933), les Français Paul-Louis Couchoud (1879-1959) et Prosper Alfaric (1876-1955). Ces thèses furent rejetées par les spécialistes de l'époque, notamment l'historien laïc rationaliste français Charles Guignebert (1867-1939) et le protestant Maurice Goguel(1880-1955).
Depuis le début de la deuxième quête, ces thèse mythistes n'ont plus de réception ou de soutien qu'en dehors du milieu académique, mais continuent d’être reprises régulièrement par des auteurs en dehors du milieu académique, se diffusant notamment sur internet.

### École libérale
Se démarquant de l'école mythologique, les auteurs de l'école libérale vont faire de Jésus une grande figure spirituelle.

#### Ernest Renan

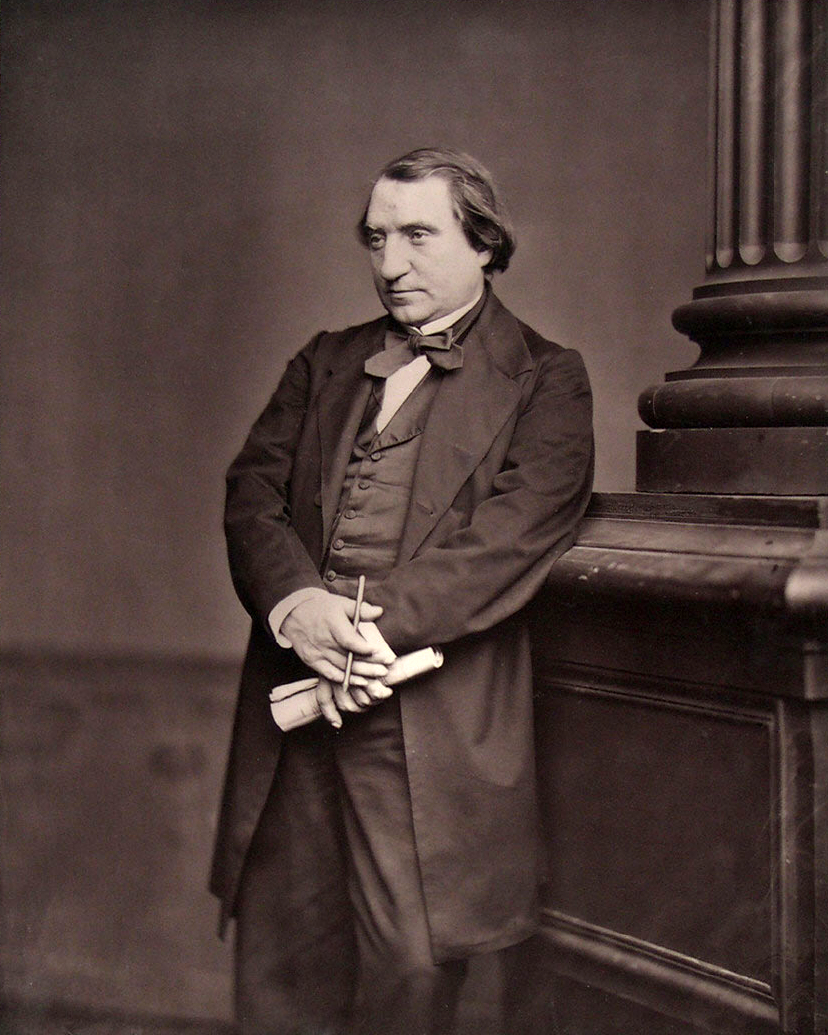
Ernest Renan dans les années 1870

Ernest Renan (1823-1892) obtient la chaire de langues sémitiques au Collège de France en 1862. En 1863, il publie la Vie de Jésus - la première en France et dans le monde catholique. Elle connaît un succès considérable (huit éditions en trois mois, et cinq traductions en allemand dans l'année), et fait scandale : le pape Pie IX considère son auteur comme un « blasphémateur européen ». Renan est l'objet d'attaques et de caricatures d'une extrême violence. En 1864, le ministre de l'Instruction publique Victor Duruy supprime sa chaire, qu'il ne recouvrera qu'en 1871 avec la Troisième République.
Renan reprend et vulgarise les travaux historiques et philologiques de la critique allemande. La qualité littéraire de sa Vie de Jésus, qui unit la vision positiviste de l'histoire et l'imagination romantique, est unanimement reconnue. Renan fait de Jésus un doux rêveur, promeneur dans la campagne de Galilée, le sourire aux lèvres et surpris par le drame auquel il participe. Après sa mort, la passion d'une femme donne au monde un dieu ressuscité[réf. souhaitée].
Malgré son succès littéraire, l'ouvrage de Renan déçoit l'émergente école française protestante de critique théologique, et notamment Timothée Colani (1824-1888) pour qui le Jésus de Renan n'est pas celui de l'histoire, ni celui des synoptiques : « Le Christ de Monsieur Renan est le Christ du quatrième évangile [i.e. de Jean], mais dépourvu de son auréole métaphysique, et retouché par un pinceau où se mêlent étrangement le bleu mélancolique de la poésie moderne, le rose de l’idylle du XVIIIe siècle ».

#### Les vies de Jésus libérales
Durant les 40 années qui suivent, nombre de livres de vulgarisation paraissent avec des points de vue variés sur les miracles, mais tous tentent une explication psychologique de la messianité de Jésus.
Ainsi, David Friedrich Strauss, Daniel Schenkel, Karl Heinrich Weizsacker, Heinrich Julius Holtzmann, Theodor Keim, Karl Hase, Willibald Beyschlag et Bernhard Weiss.

### École apocalyptique
Un nouveau changement de perspective se produit. La problématique mise en avant est celle de la conscience messianique de Jésus ; en clair, Jésus avait-il conscience d'être le Messie attendu depuis la fin de la royauté en Israël ? Dans cette question, Israël doit être compris comme le royaume du Nord de Syrie Palestine dont le dernier roi archéologiquement attesté est Omri au IXe siècle av. J.-C.
- Les plus rationalistes comme le théologien protestant Timothée Colani (1824-1888) qui traite dans Jésus-Christ et les croyances messianiques de son Temps (Strasbourg, 1864) les traces de cette pensée comme des interpolations.
- Louis-Auguste Sabatier (1839-1901) pense que Jésus utilise des métaphores propres à son époque. En cela, il se rapproche de travaux récents qui ont montré que le messianisme est fréquent dans le judaïsme du deuxième Temple entre le Ier et le IIe siècle av. J.-C.
- Auguste Wabnitz sur l'Idéal messianique de Jésus (thèse à Montauban, 1878),
- Charles Renouvier,(1815-1903) dans l'Année philosophique de 1893, marche aussi contre cette conscience.

Albert Schweitzer (1875-1965), qui a proposé en 1902 que les évangiles canoniques soient de la pseudépigraphie, est à l'origine avec les exégètes luthériens Martin Kähler (1835-1912), William Wrede (1859-1906) et plus tard Karl Ludwig Schmidt(1891-1956), de la crise de la première quête.

### École de l'histoire des religions
Fondée par Hermann Gunkel et Wilhelm Bousset (1896), la Religionsgeschichtliche Schule étudie la naissance du christianisme dans un contexte historique et social placé sous l'influence des diverses religions environnantes. Elle établit les influences directes et indirectes des religions à mystères hellénistiques et orientales, et établit les premières hypothèses sur les relations avec le judaïsme.
Ses représentants sont Richard August Reitzenstein (1910) et Julius Wellhausen (1894), l'un de deux auteurs de la théorie de Graff-Wellhausen pour l'Ancien Testament.

### Conclusions de la première quête
Pour Charles Perrot, les travaux de la première quête conduisent à une relecture des Évangiles en fonction des sensibilités du temps, en sorte que Jésus se réduit à une figure plus humaine que divine, qui prend suivant les cas la figure d'un moraliste puritain, d'un révolutionnaire jacobin ou d'un illuminé fourvoyé dans l'annonce d'un Royaume qui n'arrive jamais : il manque aux auteurs les critères méthodologiques qui permettront plus tard à l'exégèse historico-critique d'analyser le langage du Nouveau Testament, ce qui sera le résultat des apports des deux quêtes suivantes.

## Entre Schweitzer et la deuxième quête

### La crise moderniste au sein du catholicisme

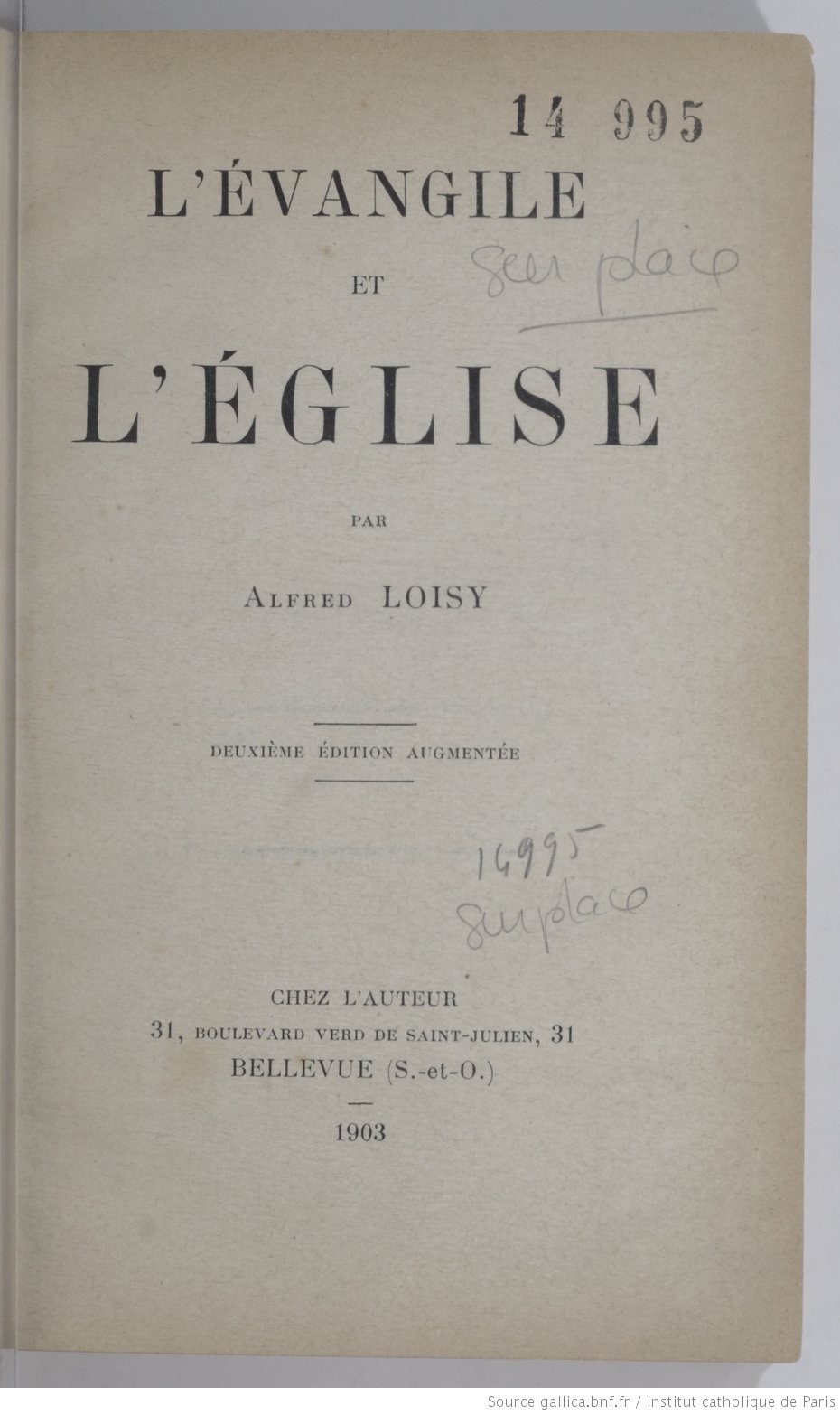
Alfred Loisy, L'Évangile et l'Église

En France, à la suite de Renan et avec la IIIe République, le tournant du XIXe siècle et du XXe siècle voit le développement des études laïques sur la religion : une section des sciences religieuses apparaît à l'École pratique des hautes études, et des chaires d'histoire des religions s'ouvrent en Sorbonne et au Collège de France. L'opposition entre les exégèses laïques et religieuses est marquée par les personnalités de l'abbé Alfred Loisy et du dominicain Marie-Joseph Lagrange.
Alfred Loisy (1857-1940) publie en 1902 L'Évangile et l'Église et en 1903 Autour d'un petit livre. Il y vulgarise la critique textuelle et historique allemande ainsi que la théorie des deux sources. On lui doit la phrase : « Jésus annonçait le Royaume, et c'est l'Église qui est venue ». Malgré les ouvertures de l'encyclique Providentissimus (1893), le raidissement de la Commission biblique pontificale entraîne la publication de la constitution apostolique Lamentabili, et conduit à la crise moderniste et à l'excommunication de Loisy en 1908. Il est par la suite nommé au Collège de France et publie en 1910 Jésus et la tradition évangélique.
Les autres figures de l'exégèse indépendante sont le libre penseur Charles Guignebert,(1867-1939) élève de Renan et professeur en Sorbonne, et Maurice Goguel (1870-1955), professeur à la faculté protestante de Paris. Ce dernier, reprenant une phrase de Renan en 1849, « À peine, peut-être, en exprimant de tous les évangiles ce qu'ils contiennent de réel, obtiendrait-on une page d'histoire sur Jésus », dira : « Là où Renan parlait d'une page, certains critiques ne parlent plus que d'une ligne ».
Du côté de la « science catholique », Marie-Joseph Lagrange (1855-1938), fondateur de l'École biblique et archéologique française de Jérusalem, s'oppose au radicalisme critique de Loisy et à la mise en doute de l'historicité des évangiles. Il soutient la tradition apostolique de leur écriture et s'oppose à leur composition tardive par la deuxième génération des communautés chrétiennes. Il est cependant soupçonné de modernisme et ses travaux sont mis à l'index. Autour de lui s'organise cependant l'exégèse catholique qui analysera les liens entre l'inspiration divine des évangiles et leurs aspects littéraires.
Dans la lignée de Lagrange, le jésuite Léonce de Grandmaison (1868-1927) énonce une équation de proportion entre la cause (la réalité de Jésus-Christ) et l'effet (l'expansion du christianisme).

### L'école de la critique des formes
À l'origine de l'école de la critique des formes, il faut citer les travaux exégétiques de Martin Kähler (1835-1912), qui est le premier à distinguer dans l'approche historique de Jésus entre historisch et geschichtlich afin de défendre le piétisme critique protestant contre les empiètements de la critique historique. Kähler, en effet, refusait de faire du Jésus historique (historisch) le fondement ou le contenu de la foi, et voulait sans doute protéger les enseignements fondamentaux de la tradition chrétienne sur la véritable divinité et la véritable humanité exempte de tout péché de Jésus Christ et sur la proclamation de sa mort et de sa résurrection (aspect historique geschichlich).
Rudolf Bultmann (1884-1976) reprend à son compte la distinction épistémologique de Kähler et lui adjoint les approfondissements de son ami le philosophe phénoménologiste Martin Heidegger (1889-1976). Toutefois, Bultmann pousse au-delà la distinction de Kähler, car il soutient que le seul fait que Jésus soit mort sur la croix suffit à la foi chrétienne, précisant : « Nous ne pouvons pratiquement rien savoir de la vie et de la personne de Jésus, parce que les sources en notre possession, très fragmentaires et envahies par la légende n'ont manifestement aucun intérêt ».
C'est ainsi que dans le prolongement des travaux de Bultmann avec Die Geschichte der synoptic Tradition (1921), s'inscrivant dans la lignée de Wilhelm Bousset (1865-1920) et de l'école de l'histoire des religions, se développe ce qu'on a appelé la critique des formes littéraires, (Formgeschichte) dont les initiateurs seront les théologiens protestants allemands avec Martin Dibelius, avec Die Formgeschichte des Evangeliums (1919).
Les conclusions de ce travail ont été résumées par Maurice Goguel :

« - Le cadre des récits évangéliques est artificiel, les transitions y sont schématiques et rédactionnelles, elles ne réalisent pas d'enchaînement organique et ne font que masquer le fait que la narration évangélique était originellement formée d'une multiplicité d'éléments isolés les uns des autres.

- Les évangiles ne sont pas des documents d'histoire. Ils n'ont pas été composés ni conservés pour faire connaître le Jésus qui a vécu et enseigné en Galilée et en Judée et qui est mort à Jérusalem. Ce sont des documents religieux qui présentent ce que Jésus était pour la foi et pour la piété des milieux dans lesquels ils ont été composés.

- Les diverses formes sous lesquelles se présentent les matériaux évangéliques montrent qu'ils ont été élaborés en vue des diverses fonctions de la vie de l'église ; ils y sont si étroitement adaptés qu'il serait chimérique de prétendre en dégager un noyau historique. »

Toutefois, le pasteur Albert Schweitzer s'oppose au distinguo historisch-geschichtlich, reprochant au Jésus historique geschichtlich d'être responsable de maux innombrables. En outre, l'exégète luthérien Joachim Jeremias, l'un des plus grands spécialistes du Jésus historique au XXe siècle, refuse purement et simplement de jouer sur la distinction entre les deux adjectifs correspondant au mot « historique » en allemand : historisch et geschichtlich. John Paul Meier, en accord avec Jeremias, soulève les difficultés de la distinction historisch-geschichtlich en opposant inévitablement deux courants : ou bien on met en avant le Jésus historique historisch en vue de détrôner le Christ de la foi qui ne serait rien d'autre que l'invention frauduleuse de l'Église, ou bien on exalte la figure du Christ geschichtlich comme Kähler, ou comme Barth et Bultmann après la Seconde Guerre mondiale.

## La deuxième quête du Jésus historique

### Les auteurs
La deuxième quête commence avec Ernst Käsemann vers 1950 et s'achève vers 1980-1985. Elle est illustrée par Günther Bornkamm,(1905-1990) Joachim Jeremias, Eduard Lohse (de), Herbert Braun (de), Heinz Schürmann, Étienne Trocmé (1924-2002).
Dans cette approche historico-critique, « le réel a été défini — et doit être défini — en fonction de ce qui peut être expérimenté en principe par tout observateur et en fonction des déductions ou conclusions que l'on peut raisonnablement tirer de cette expérience ».
La méthode exégétique de Bultmann marque un certain nombre de ses disciples appartenant à la deuxième quête. Cette influence se caractérise par la tendance de ces spécialistes à dénier l'authenticité de la christologie explicite, qu'ils attribuent à l'élaboration chrétienne postérieure.

### La méthode historique scientifique
La deuxième quête du Jésus historique s'appuie sur les travaux de l'école de l'histoire des formes, qui ont montré que les évangiles étaient des sources capitales pour l'étude de l'histoire du christianisme primitif, mais moins pour l'histoire de Jésus. Cela implique une restriction de ce que l'on entend par « Jésus historique », qui n'est plus Jésus de Nazareth tel qu'il a existé (par opposition au Jésus-Christ du christianisme), mais ce que l'on peut savoir objectivement de Jésus en utilisant les méthodes scientifiques des historiens.
La deuxième quête se développe surtout en Allemagne, où ses exégètes insistent sur la rupture entre Jésus et le judaïsme. Cette étape tente d'assurer les bases d'une démarche historique valable en recherchant ce qui différencie et singularise Jésus par rapport à son milieu ambiant. Elle s'attache à chercher l'historicité et l'authenticité ou non des paroles et gestes de Jésus indépendamment du vernis christologique.
Ces travaux ont plusieurs aspects communs : ils renoncent à décrire le détail de la biographie et la psychologie de Jésus, et se concentrent sur certains aspects de sa prédication (paroles, paraboles, gestes et controverses), entre la rencontre avec Jean le Baptiste et la crucifixion. Le point central de la prédication de Jésus est l'avènement, imminent ou proche, du Royaume de Dieu. Jésus n'a pas eu de revendication messianique et son identification au Christ (en particulier dans l'évangile selon Jean) est le fait des chrétiens après sa mort. Ils se focalisent sur le critère dit de « dissimilarité », qui permet de cerner la singularité de Jésus tant vis-à-vis du judaïsme que du christianisme primitif.

### Les critères exégétiques d'historicité
Les historiens élaborent un certain nombre de critères pour l'analyse des sources historiques. Ces critères doivent être utilisés conjointement et n'ont pas une valeur absolue, et servent à systématiser les arguments.
Les chercheurs en répertorient principalement quatre (la discontinuité historique, la continuité historique, l'attestation multiple et l'attestation cohérente), auxquels s'est ajouté l'embarras ecclésiastique,.
- L'embarras ecclésiastique[61] est en faveur de l'historicité d'un événement ou d'une parole lorsqu'ils constituent une difficulté pour les rédacteurs du Nouveau Testament (par exemple, la parole de Jésus sur la croix (Mc 15, 34), le baptême du Christ par Jean qui le place dans une position inférieure).
- La dissimilarité (ou discontinuité)[61]. Ernst Käsemann trace dans une conférence en 1953 un premier critère de discernement, celui de la « dissimilarité » ou de la « double dissimilarité » : on peut attribuer à Jésus les paroles et gestes qui ne relèvent ni du judaïsme contemporain de Jésus ni des premières communautés chrétiennes (d'où encore le nom de critère de double dissimilarité)[62].
- L'attestation multiple dans des sources littérairement indépendantes[61] (par exemple, Marc, Q, Paul et Jean) dans plus d'une forme ou d'un genre littéraire (par exemple, paraboles, controverse, récits de miracles, prophéties et aphorismes). ce critère a encore plus de poids, si on retrouve un même motif ou un même thème à la fois dans des sources et dans des formes littéraires.
- La cohérence[61] d'une part entre actes et paroles de Jésus, et d'autre part la cohérence globale du Jésus reconstruit (ce qui permet dans une certaine mesure de récupérer certains éléments n'entrant pas dans le critère de dissimilarité).
- Le critère de rejet et de l'exécution[61] focalise l'attention sur la fin violente de Jésus et vise à en déterminer objectivement les causes[61].

À côté de ces critères principaux, John Paul Meier en cite d'autres, moins utilisés et plus discutables : celui des traces d'araméen (vocabulaire, syntaxe, grammaire), celui de l'environnement palestinien (croyances, coutumes concrètes, procédures judiciaires, conditions politiques, sociales, économiques et religieuses), celui de narration vivante (détails concrets ne visant pas l'objet essentiel du récit), celui des tendances du développement de la tradition synoptique (selon laquelle il serait possible de dégager des lois permettant par exemple de remonter en amont des écrits de Marc pour atteindre les aspects historiques antérieurs), et enfin celui de la présomption d'historicité. Quant à ces deux derniers, Meier affirme qu'ils ne sont d'aucune utilité pratique.

## La troisième quête du Jésus historique

### De la deuxième à la troisième quête
La deuxième quête se clôt dans les années 1980 quand s'ouvre la « troisième quête », qui prend naissance essentiellement aux États-Unis et qui, dans un revirement spectaculaire, insiste plutôt sur l'appartenance de Jésus au judaïsme
« Dans la troisième quête, l'accent n'est plus mis, selon Charles Perrot, sur la différence ou la singularité de Jésus, par rapport au milieu ambiant, mais au contraire sur le lien de continuité à reconnaître entre Jésus, sa personne, sa parole ou son action et le monde hellénistique ou judéo-hellénistique du premier siècle. »
La troisième quête aborde trois nouveaux aspects : la réintégration de Jésus dans sa judéité (par opposition à la deuxième quête, qui soulignait la rupture), l'ajout de sources apocryphes aux textes canoniques et l'introduction de méthodes sociologiques.
Ces travaux sont popularisés aux États-Unis par le Jesus Seminar, et en France, à partir du milieu des années 1990, par la série documentaire Corpus Christi.

### Le Jesus Seminar
Le Jesus Seminar (« Séminaire sur Jésus ») est un groupe fondé aux États-Unis en 1985 par Robert Funk et John Dominic Crossan, dans le cadre du Westar Institute, d'environ 200 personnes, pour la plupart des spécialistes universitaires en études bibliques ou en sciences des religions, parmi lesquels Marcus Borg, Harold W. Attridge, Arthur J. Dewey, Stephen L. Harris, John S. Kloppenborg, Robert M. Price et James M. Robinson.
Datant de 1985, les thèses du Jesus Seminar restent largement méconnues dans les pays francophones.
L'objectif du séminaire est de déterminer les paroles, paraboles et gestes que l'on peut effectivement attribuer à Jésus. Ce travail se fait selon les méthodes historico-critiques classiques, les originalités étant l'utilisation de l'Évangile selon Thomas en plus des évangiles canoniques, et l'accent mis sur le critère d'attestation multiple.
Plus précisément, selon Jean-Louis Souletie, le Jesus Seminar retient comme authentique, à côté de certains passages restreints des quatre évangiles canoniques, celui de Thomas. La raison avancée est que ce texte circulait en dehors des milieux chrétiens usuels, où circulaient les évangiles canoniques. D'autre part, le fait qu'il manifestait une indépendance doctrinale devient pour le Jesus Seminar le critère permettant d'invalider la fiabilité historique de l'évangile selon Marc, socle sur lequel s'appuyaient les exégètes de la deuxième quête. C'est ainsi que John Dominic Crossan privilégie dans ses recherches sur le Jésus historique, à côté de la source Q, les sources apocryphes (Évangile selon Thomas, Évangile de Pierre, fragment Egerton, fragments du second siècle de l'évangile de Jean et Évangile des Hébreux).
Selon les membres du Jesus Seminar, seulement 18 % des paroles (pas une de l'Évangile selon Jean) et 16 % des actions attribuées à Jésus par les évangiles seraient authentiques. Postérieurement au travail d'exégèse classique, chacun des membres du Jesus Seminar s'est livré pour son compte à un travail d’exégèse littéraire. Ils aboutissent à des portraits de Jésus contrastés :
- John Dominic Crossan en arrive à un Jésus paysan galiléen ;
- Gerd Theissen et Richard Horsley en font un révolutionnaire du changement social ;
- Géza Vermes[71] le perçoit comme proche des figures charismatiques dont le Talmud a préservé le souvenir ;
- d'autres décodent un Jésus politique ;
- d'autres reprennent à nouveaux frais les thèses gnostiques et décodent un Jésus uniquement spirituel.

Globalement, les fellows reconnaissent l'historicité de Jésus, rabbin enseignant du Ier siècle, et séparent les enseignements de Jésus des apports de la tradition de l'Église primitive.

### Autres auteurs
Gérard Mordillat et Jérôme Prieur ont tourné entre 1997 et 2008 trois séries d'émissions sur la chaîne Arte intitulées Corpus Christi, L'Origine du christianisme et L'Apocalypse, qui ont mobilisé entre autres chercheurs : Christian Amphoux, Pier Franco Beatrice, Pierre-Antoine Bernheim, François Bovon, François Blanchetière, Paula Fredriksen, Christian Grappe, Martin Hengel, Moshe David Herr, Simon Légasse, Jean-Pierre Lémonon, Emmanuelle Main, Daniel Marguerat, Étienne Nodet, Enrico Norelli, Serge Ruzer, Daniel Schwartz, Graham Stanton, Ekkehard W. Stegeman, Guy Stroumsa, Michel Tardieu, David Trobisch, François Vouga, Paul Veyne, Hyam Maccoby, Marie-Émile Boismard…
Jean-Marie Salamito conteste l'impartialité de ces documentaires, avec le soutien de Maurice Sartre, tandis que plusieurs chercheurs ayant participé audit documentaire — Paul Veyne, Michel Tardieu, Pierre-Antoine Bernheim, Paula Frederiksen, Robin Lane Fox, Yves Modéran, Marco Rizzi et Guy Stroumsa — contestent par voie de presse tant le bien-fondé que la nature de ces critiques.
Pour Daniel Marguerat, ces documentaires ont « provoqué des effets contrastés chez les croyants : enthousiasme chez les uns de voir leurs livres pris au sérieux par des auteurs venus du dehors du sérail, scandale et irritation chez les autres pour la désinvolture de certaines hypothèses et les conclusions parfois cavalières de l'historicité de certains faits ».
Dans une liste non limitative d'exégètes dont les travaux ont eu un certain retentissement, on peut citer Raymond Edward Brown, John Paul Meier, Richard Bauckham, James D.G. Dunn, Sean Freyne, Larry Hurtado, Daniel Marguerat,, Jacques Schlosser, Charles Perrot, Jean-Pierre Lémonon, Pierre Grelot, Alain Marchadour, Oscar Cullmann (1902-1999), Joachim Jeremias (1900-1979)…

### Tentatives de bilan
Dans son ouvrage en cinq volumes Un certain Juif : Jésus, John Paul Meier insiste sur la distinction entre l'approche historique de Jésus et la réception du Christ dans la foi : de quelle manière peut-on choisir comme objet de la foi entre les Jésus différents des grands exégètes (Albert Schweitzer, Rudolf Bultmann, Eduard Schweizer, Herbert Braun, Joachim Jeremias, Günther Bornkamm et E. P. Sanders) ? Comment faire entre un Jésus violent révolutionnaire et un Jésus magicien homosexuel ? Entre un magicien anarchiste amoureux de la vie (Morton Smith), un politique appelant à une révolution non violente (Richard Horsley) et un fondateur charismatique (Marcus J Borg) ? C'est pourquoi Meier souligne l'intérêt de la démarche historique de type scientifique apportant des éclairages divers, et de la démarche croyante dans la messianité de Jésus.
Pour Simon Claude Mimouni, la troisième quête aboutit à « de nombreux portraits de Jésus que les critiques tentent d'accrocher aux multiples tendances idéologiques de son époque : aucune ne l'emporte vraiment », et « l'acquis principal des quêtes du Jésus de l'histoire, surtout de la troisième mais aussi dans une moindre mesure des deux autres, est la mise en évidence de sa judaïté et des racines juives de son message ».
Daniel Marguerat tente de dégager un bilan de la troisième quête : l'homme de Nazareth a été, tour à tour, identifié par sa judaïcité examinée par E. P. Sanders, sa stature prophétique et son inspiration charismatique étudiées par Géza Vermes, sa militance sociale abordée par Gerd Theissen et Richard Horsley, et enfin sa sagesse subversive approfondie par John Dominic Crossan et F Gerald Downing. Or, selon Marguerat, chacune de ces quatre approches concurrentes « taille l'habit trop court », Jésus échappant à tout modèle historique qui voudrait rendre compte de son identité. Historiquement, cet échec signalerait selon l'exégète la singularité du personnage.

## Le paradigme des trois quêtes

### Réévaluation du paradigme
Si la classification en trois étapes est devenue le paradigme historiographique habituel pour décrire la quête du Jésus historique, elle ne convainc pas la totalité des universitaires.
En particulier, la « première quête » n'est pas révolue car de récents travaux de recherche en poursuivent les investigations, par exemple chez J. Sanders, D. C. Allison ou Bart D. Ehrman : il peut donc paraître hasardeux de définir trois étapes clairement distinctes.
D'autre part, des auteurs tels qu’Antonio Piñero qualifient cette tripartition d'« inadéquate et incomplète ». Selon le modèle des trois quêtes, il existerait en effet un grand vide historiographique au cours de la première moitié du XXe siècle, dû aux résultats décevants des recherches antérieures, jusqu’aux auteurs allemands de la seconde moitié du XXe siècle. Cette approche est rejetée par Piñero, car elle a conduit les chercheurs, principalement anglo-saxons, à ignorer de nombreux travaux indépendants et pertinents comme ceux d’Alfred Loisy, Maurice Goguelou et Charles Guignebert. Piñero met en évidence l'arrière-plan idéologique de ce paradigme où la troisième quête dépasserait les deux précédentes : le principe des trois étapes est utile pour comprendre certaines caractéristiques de l’historiographie anglo-saxonne sur Jésus, mais il oublie les contributions italiennes, françaises ou espagnoles qui ont été faites à cet égard.

### Éléments d'une nouvelle quête
Dans les années 2000, James Crossley, rédacteur en chef du Journal for the Study of the Historical Jesus, annonce que la recherche historique sur Jésus évolue désormais vers une nouvelle quête, qui s'éloigne des critères de la question de l’unicité de Jésus et du supersessionisme encore sous-jacent dans les interrogations sur la judéité de Jésus.
L'ouvrage de James Dunn, Jesus Remembered (2003), est significatif d'un intérêt grandissant des chercheurs pour la théorie de la mémoire et pour les témoignages oculaires.
Dunn considère que le véritable objet d'une « quête du Jésus historique » réaliste est le souvenir de Jésus. Pour Dunn, le christianisme a commencé avec l'influence de Jésus sur ses disciples, façonnant leurs souvenirs, qui ont été transmis par la tradition orale. Il faut donc s'attacher à la vue d’ensemble : le Jésus dont on se souvient était juif, dans la Palestine du Ier siècle, et au centre de son message se trouvait l’idée d’un Royaume de Dieu qui était déjà en train d'advenir.
De même, Bart D. Ehrman estime que les premiers évangiles, s'ils livrent des souvenirs « déformés », « comme tous les souvenirs », ont une valeur qui ne se limite pas à leur fiabilité historique, réelle ou supposée : le Jésus « historique » n'a ni « transformé le monde » ni « fait l'histoire », contrairement au « Jésus dont on se souvient ».
Suivant le spécialiste de Flavius Josèphe qu'était Étienne Nodet, Christophe Lemardelé considère qu'il est peut-être toutefois possible d'exploiter historiquement les éléments d'information concernant Jésus de Nazareth et Jean le Baptiste contenus dans la Guerre des Juifs dans sa version en slavon dont l'authenticité doit être rediscutée en dehors des arguments d'autorité.[pertinence contestée]

#### Ouvrages
En français
- Marie-Françoise Baslez, Jésus : Dictionnaire historique des évangiles, Omnibus, 2017  (ISBN 978-2-258-13631-1)
- François Bovon, Les Derniers Jours de Jésus, Labor et Fides, Genève, 2004
- Andreas Dettwiler (éd.), Daniel Marguerat, Gerd Theissen, Jean Zumstein et al., Jésus de Nazareth : Études contemporaines, Labor et Fides, 2017  (ISBN 978-2-8309-1642-3)
- Bart D. Ehrman, La Construction de Jésus : Aux sources de la tradition chrétienne, H&O, 2010  (ISBN 9782845472174)
- Bart D. Ehrman (trad. de l'anglais), Jésus avant les évangiles : Comment les premiers chrétiens se sont rappelé, ont transformé et inventé leurs histoires du Sauveur, Montrouge, Bayard, coll. « Domaine biblique », 2017, 404 p. (ISBN 978-2-227-48913-4, EAN 9782227489134)
- Anthony Giambrone, La Quête du Christ historique, Les Belles Lettres, 2024.
- Daniel Marguerat, Enrico Norelli, Jean-Michel Poffet, Jésus de Nazareth, nouvelles approches d'une énigme, Labor et Fides, 2003.
- Daniel Marguerat, Jésus et Matthieu : À la recherche du Jésus de l'histoire, Labor et Fides, 2016, 312 p. (ISBN 978-2-8309-1589-1)
- Daniel Marguerat, L'Historien de Dieu : Luc et les Actes des apôtres, Montrouge/Genève, Labor et Fides, 2018, 443 p. (ISBN 978-2-227-49384-1 et 2227493844)
- Daniel Marguerat, Vie et destin de Jésus de Nazareth, Seuil, 2019, 405 p.  (ISBN 9782021280340)
- John Paul Meier, Un certain Juif : Jésus. Les données de l'histoire, éditions du Cerf :
  - vol. 1, Les sources, les origines, les dates, 2004  (ISBN 9782204070362) ;
  - vol. 2, La parole et les gestes, 2005 ;
  - vol. 3, Attachements, affrontements, ruptures, 2005 ;
  - vol. 4, La loi et l'amour, 2009 ;
  - vol. 5, Enquête sur l'authenticité des paraboles, 2018
- Simon Claude Mimouni et Pierre Maraval, Le Christianisme, des origines à Constantin, Presses universitaires de France, coll. « Nouvelle Clio », 2006  (ISBN 978-2-13-052877-7)
- Étienne Nodet, Le Fils de Dieu : Procès de Jésus et Évangiles, Éditions du Cerf, 2002  (ISBN 2-204-06929-9)
- Charles Perrot, Jésus et l’histoire, Éditions Desclée de Brouwer, 1993

Autres langues
- (en) Bruce Chilton, Craig A. Evans, Studying the historical Jesus : evaluations of the state of current research, BRILL, 1998
- (en) Gregory W. Dawes, The Historical Jesus Quest : Landmarks in the Search for the Jesus of History, Westminster John Knox Press, 1999
- (en) James Dunn, Christianity in the Making: Vol. 1, Jesus Remembered, Eerdmans, Grand Rapids, 2003  (ISBN 0-8028-3931-2)
- (en) Stanley E. Porter, The Criteria for Authenticity in Historical-Jesus Research, New York, T&T Clark International, 2004  (ISBN 978-0-56704-360-3)
- (en) E. P. Sanders, The Historical Figure of Jesus, London, Penguin Books, 1993  (ISBN 0-14-014499-4)
- (en) Gerd Theissen et Annette Merz, The Historical Jesus : a comprehensive guide, Fortress Press, 1998, translated from German
- (en) Gerd Theissen & Dagmar Winter, The Quest for the Plausible Jesus: The Question of Criteria, Westminster John Knox Press, 2002  (ISBN 0664225373)
- (en) Walter P. Weaver The Historical Jesus in the Twentieth Century, 1900-1950, Continuum International Publishing Group, 1999

#### Documentaires
- Gérard Mordillat et Jérôme Prieur, Corpus Christi, Archipel 35 - La Sept Arte, 1992 - Corpus Christi, Mille et une nuits, 2000 (retranscription des interviews de la série télévisée)